# Moss Landing
Moss Landing est une census-designated place américaine dans le comté de Monterey, en Californie.